# Бандисти
„Бандисти” је југословенски ТВ филм из 1982. године. Режирала га је Милица Драгић а сценарио је написао Илди Ивањи.

## Улоге
| Глумац                 | Улога                |
| ---------------------- | -------------------- |
| Бранислав Цига Јеринић | Јосиф Шлезингер      |
| Милош Жутић            | Књаз Милош Обреновић |
| Аљоша Вучковић         | Недељко Петронијевић |
| Раде Марјановић        | кнежев писар         |